# Condado de Otero (Novo México)
O Condado de Otero é um dos 33 condados do Estado americano do Novo México. A sede do condado é Alamogordo, e sua maior cidade é Alamogordo. O condado possui uma área de 17 165 km² (dos quais 2 km² estão cobertos por água), uma população de 62 298 habitantes, e uma densidade populacional de 4 hab/km² (segundo o censo nacional de 2000). O condado foi fundado em 1899.